# Bob vid olympiska vinterspelen 1956
Bob vid olympiska vinterspelen 1956 omfattade två tävlingar.

## Medaljörer
| Spel                          | Guld                                                           | Silver                                                             | Brons                                                    |
| Herrar, fyramanna Detaljer... | Schweiz Franz Kapus Gottfried Diener Robert Alt Heinrich Angst | Italien Eugenio Monti Ulrico Girardi Renzo Alvera Renato Mocellini | USA Arthur Tyler William Dodge Charles Butler James Lamy |
| Herrar, tvåmanna Detaljer...  | Italien Lamberto Dalla Costa Giacomo Conti                     | Italien Eugenio Monti Renzo Alvera                                 | Schweiz Max Angst Harry Warburton                        |

## Medaljställning
| Pl. | Nation  | Guld | Silver | Brons | Totalt |
| --- | ------- | ---- | ------ | ----- | ------ |
| 1   | Italien | 1    | 2      | 0     | 3      |
| 2   | Schweiz | 1    | 0      | 1     | 2      |
| 3   | USA     | 0    | 0      | 1     | 1      |